# Шары Данделена

Шары Данделена. Секущая плоскость касается шаров и не параллельна ни одной образующей конуса (коническое сечение — эллипс с фокусами в местах касания)

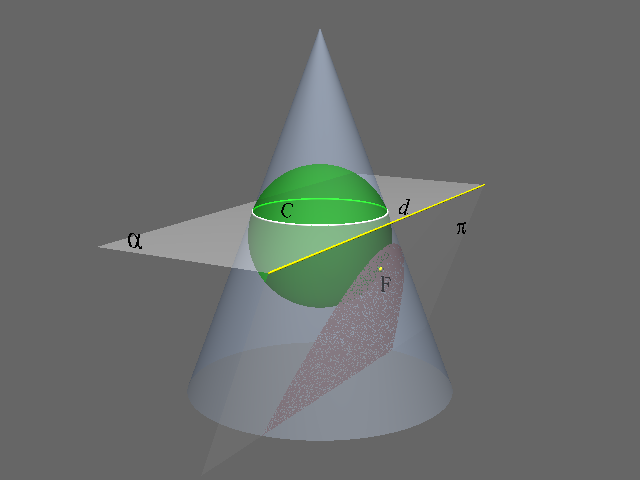
Шары Данделена. Секущая плоскость касается шара и параллельна одной из образующих конуса (коническое сечение — парабола с фокусом в месте касания)

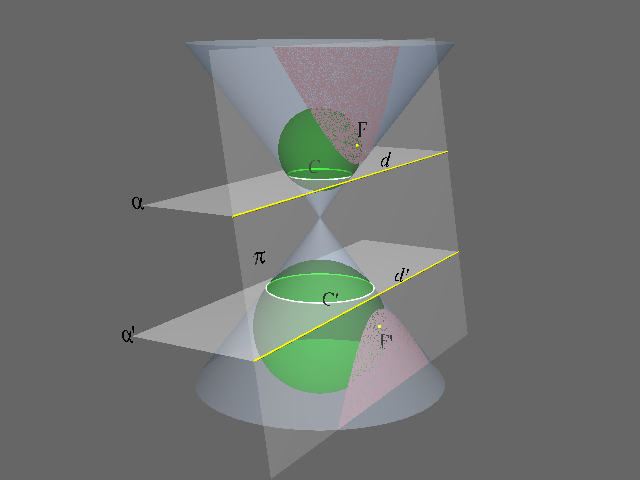
Шары Данделена. Секущая плоскость касается шаров (расположенных в двух полостях двойного конуса) и не параллельна ни одной образующей конуса (коническое сечение — гипербола с фокусами в местах касания)

Положение и форма шаров Данделена при некоторых углах наклона секущей плоскости к оси конуса

Шары́ Данделе́на или сфе́ры Данделе́на — сферы, участвующие в геометрическом построении, которое связывает планиметрическое определение эллипса, гиперболы и параболы через фокусы с их стереометрическим определением как сечения прямого кругового конуса.
Предложены Данделеном в 1822 году.

## Описание
Рассмотрим круговой конус, рассечённый плоскостью, не проходящей через центр конуса.
Рассмотрим две сферы, касающиеся поверхности конуса по окружностям {\displaystyle C} и {\displaystyle C'} и касающиеся секущей плоскости в точках {\displaystyle F} и {\displaystyle F'}.
Такие сферы называют сферами Данделена.
В случае, когда сечение конуса — эллипс или гипербола, существует две таких сферы, а в случае параболы — только одна.
Если сфер две, то в случае эллипса обе расположены в том же конусе, одна — над секущей плоскостью, вторая — под ней; в случае гиперболы одна сфера расположена в данном конусе, вторая — в конусе, симметричном данному относительно вершины, обе — над секущей плоскостью (или по ту же сторону от секущей плоскости, что и ось конуса, если секущая плоскость параллельна оси конуса, но не содержит её).
Для параболы единственная сфера расположена в том же конусе над секущей плоскостью.
Из соображений симметрии ясно, что центры шаров лежат на оси конуса.
Построим шары Данделена в случае эллипса, в случаях параболы и гиперболы построение во многом сходно. Опустим перпендикуляр из вершины конуса на секущую плоскость и проведем прямую через его основание и точку пересечения оси конуса и секущей плоскости. Через верхнюю точку пересечения этой прямой и поверхности конуса проведем биссектрису угла между этой прямой и образующей конуса, проходящей через эту точку. Через эту же точку проведём вторую биссектрису — угла, смежного указанному. Эти две биссектрисы пересекут ось конуса в центрах двух шаров Данделена. Осталось провести две сферы с центрами в этих двух точках и радиусом, равным расстоянию от центра до образующей.

## Применение к построению сечений
Если взять произвольную точку {\displaystyle P} на линии пересечения конуса и плоскости {\displaystyle e} и провести через неё образующую конуса, которая пересекается с окружностями {\displaystyle C} и {\displaystyle C'} в точках {\displaystyle Q} и {\displaystyle Q'}, то при перемещении точки {\displaystyle P}, точки {\displaystyle Q} и {\displaystyle Q'} будут перемещаться по окружностям {\displaystyle C} и {\displaystyle C'} с сохранением расстояния {\displaystyle QQ'}.
Так как {\displaystyle PQ} и {\displaystyle PF} — отрезки двух касательных к сфере из одной точки {\displaystyle P}, то {\displaystyle PQ=PF} и, аналогично, {\displaystyle PQ'=PF'}.
Таким образом, точки на линии пересечения
- имеют постоянную сумму {\displaystyle PF+PF'=PQ+PQ'=QQ'} и значит, что множество возможных точек {\displaystyle P} — это есть эллипс, а точки {\displaystyle F} и {\displaystyle F'} — его фокусы.
- или имеют постоянную разницу {\displaystyle PF-PF'=PQ-PQ'=QQ'} и значит, что множество возможных точек {\displaystyle P} — это есть гипербола, а точки {\displaystyle F} и {\displaystyle F'} — её фокусы.

Плоскость {\displaystyle e} пересекает плоскости, в которых лежат окружности {\displaystyle C} и {\displaystyle C'} по прямым, являющимся директрисами конического сечения:46,47. Свойство директрисы таково, что для всех точек, лежащих на линии пересечения конуса и плоскости {\displaystyle e} отношение расстояний от точки до директрисы и до соответствующего ей фокуса одинаково. Действительно, пусть {\displaystyle P} лежит на линии пересечения, {\displaystyle c} — плоскость окружности {\displaystyle C}. Пусть плоскости {\displaystyle c} и {\displaystyle e} пересекаются по прямой {\displaystyle l}, {\displaystyle PH} — перпендикуляр из {\displaystyle P} на {\displaystyle l}, {\displaystyle PK} — перпендикуляр из {\displaystyle P} на {\displaystyle c}. Нетрудно заметить, что {\displaystyle {\frac {PH}{PK}}=\sin \alpha }, где {\displaystyle \alpha } — угол между плоскостями {\displaystyle c} и {\displaystyle e}. {\displaystyle {\frac {PK}{PF}}={\frac {PK}{PQ}}={\frac {1}{\cos \varphi }}}, где {\displaystyle \varphi } — угол между осью конуса и его образующей.
Перемножив два отношения, получим, что {\displaystyle {\frac {PH}{PF}}={\frac {\sin \alpha }{\cos \varphi }}}, то есть величина, не зависящая от выбора точки {\displaystyle P}.
Величина {\displaystyle {\frac {PF}{PH}},} обратная ей, называется эксцентриситетом коники. (Другому фокусу соответствует другая директриса, образуемая пересечением секущей плоскости и плоскости окружности {\displaystyle C'}.)
В случае, когда секущая плоскость параллельна некоторой образующей, {\displaystyle \alpha =90^{\circ }-\varphi }, откуда {\displaystyle {\frac {PF}{PH}}={\frac {\cos \varphi }{\sin \alpha }}=1}, то есть {\displaystyle PF=PH}.
Это соответствует стандартному определению параболы как геометрического места точек, равноудалённых от заданных точки (фокуса) и прямой (директрисы).